# Тепловодский, Василий Фёдорович
Васи́лий Фёдорович Теплово́дский (1882, Российская империя — 15 мая 1926, Октябрьск, Самарская область) — священнослужитель Русской православной церкви, протоиерей, прославленный в лике священномученика.

## Биография
Предположительно родился в 1882 году. О его детстве и юношестве пока что ничего не известно.
В 1925 году начал служение в Старо-Костычевском Смоленском монастыре (за три года до его закрытия). В ЗАГСе Октябрьска была найдена «Запись о смерти умершего гражданина Тепловодского В. Ф.», из неё известно, что Василий умер от порока сердца 15 мая 1926 года в возрасте 44 лет. Похожие письма отправляли семьям репрессированных. Василий был арестован НКВД по статье 58 (контрреволюционная пропаганда). Он был в тюрьме Октябрьска, в строгой изоляции. Монахиням не разрешили, сколько они ни пытались, передать ему ни одной продуктовой посылки и другие вещи.
Можно предположить, что священник, не пошедший на сделку с властями, был замучен, – настоятель Смоленского храма Евгений Матвеев
Его тело отдали монахиням, которые похоронили страдальца на монастырском кладбище. Могила Тепловодского была неподалёку от схимонаха Пантелеимона, хоть они и при жизни не могли знать друг об друге.
Позже, в 2004 году 15 апреля, мощи Василия были найдены. А уже 22 апреля того же года, были перенесены в Смоленскую церковь.